# The Iron Maidens
The Iron Maidens és una banda femenina de heavy metal formada a Califòrnia el juny del 2001; és un tribut als anglesos Iron Maiden. Actualment la formació està integrada per Kirsten Rosenberg com a cantant, Wanda Ortiz al baix, Linda McDonald a la bateria, i Courtney Cox i Nikki Stringfield a la guitarra.

## Història
Originàries de Califòrnia, The Iron Maidens versionen èxits de totes les èpoques del grup britànic, així mateix també emulen algunes de les parts més mítiques de la seva posada en escena, com l'aparició en els seus concerts de la seva mascota, Eddie. Així mateix, Rosenberg sol fer onejar la bandera britànica quan toquen el tema «The Trooper». Quan van començar es presentaven com la única banda tribut d'Iron Maiden formada exclusivament per dones. Ortiz, al baix, menciona el grup britànic com un dels primers grups que la van fer dedicar-se professionalment a la música, així com un dels grups que més respecta ja que les melodies estan concebudes a partir de les línies del baix, fet gens usual en el rock'n'roll. Aquesta banda va començar com una diversió, emulant els seus referents musicals, però ben aviat van gaudir de molt d'èxit a Califòrnia i els Estats Units en general.

## Discografia

### Àlbums
- World's Only Female Tribute to Iron Maiden (2005)
- Route 666 (2007)
- The Root of All Evil (2008)

### Vídeos
- Metal Gathering Tour Live in Japan 2010 (2010)

## Components
Membres actuals:
- Linda McDonald ("Nikki McBurrain") – bateria, cors (2001-actualitat)
- Wanda Ortiz ("Steph Harris") – baix, cors (2002-actualitat)
- Courtney Cox ("Adriana Smith") – guitarra, cors (2008-actualitat)
- Kirsten Rosenberg ("Bruce Chickinson") – veu (2008-actualitat)
- Nikki Stringfield ("Davina Murray") – guitarra, cors (2012-actualitat)

Antics membres :
- Melanie Sisneros ("Steve Heiress") – baix (2001-2002)
- Jenny Warren ("Bruce Chickinson") – veu (2001-2003)
- Jojo Draven ("Adrienne Smith") – guitarra (2001-2005)
- Sara Marsh ("Mini Murray") – guitarra (2001-2010)
- Aja Kim ("Bruce Lee Chickinson") – veu (2003-2008)
- Elizabeth Schall ("Adrianne Smith" and "Deena Murray") – guitarra (2005-2006)
- Heather Baker ("Dee Murray" and "Adrienne Smith") – guitarra (2007-2008, 2010)
- Nili Brosh ("Mega Murray") – guitarra (2010-2013)
- Nita Strauss ("Mega Murray") – guitarra (2011-2015)